# Оливър
Окръг Оливър (на английски: Oliver County) е окръг в щата Северна Дакота, Съединени американски щати. Площта му е 1893 km², а населението - 1940 души (2017). Административен център е град Сентър.